# Mayo Dagayang
Mayo Dagayang est une localité du Cameroun située dans la commune de Moutourwa, le département du Mayo-Kani et la Région de l'Extrême-Nord, au pied des monts Mandara, à proximité de la frontière avec le Tchad.

## Localisation
Mayo Dagayang est localisé à 10°10'46.2" Nord de latitude et 14°16'18.9" Est de longitude.